# La Liga 1953-1954
Statisticile pentru sezonul La Liga 1953–54.
La acest sezon au participat următoarele cluburi:
| - Athletic Bilbao - Atlético Madrid - FC Barcelona - Celta Vigo - Deportivo La Coruña - RCD Espanyol - CA Osasuna - Racing de Santander |  | - Real Jaén - Real Madrid C.F. - Real Oviedo - Real Sociedad - Real Valladolid - Sevilla FC - Sporting de Gijón - Valencia CF |

## Clasament
| Poziție | Club                | Meciuri jucate | V  | E | Î  | GÎ | GP | Puncte | A   | Comentarii                       |
| ------- | ------------------- | -------------- | -- | - | -- | -- | -- | ------ | --- | -------------------------------- |
| 1       | Real Madrid C.F.    | 30             | 17 | 6 | 7  | 72 | 41 | 40     | 31  | Champion of La Liga              |
| 2       | FC Barcelona        | 30             | 16 | 4 | 10 | 74 | 39 | 36     | 35  |                                  |
| 3       | Valencia CF         | 30             | 14 | 6 | 10 | 69 | 51 | 34     | 18  |                                  |
| 4       | RCD Espanyol        | 30             | 14 | 6 | 10 | 50 | 36 | 34     | 14  |                                  |
| 5       | Sevilla FC          | 30             | 15 | 2 | 13 | 57 | 49 | 32     | 8   |                                  |
| 6       | Athletic Bilbao     | 30             | 12 | 8 | 10 | 54 | 44 | 32     | 10  |                                  |
| 7       | Deportivo La Coruña | 30             | 13 | 5 | 12 | 41 | 46 | 31     | -5  |                                  |
| 8       | Racing de Santander | 30             | 12 | 7 | 11 | 53 | 61 | 31     | -8  |                                  |
| 9       | Atlético Madrid     | 30             | 11 | 7 | 12 | 57 | 47 | 29     | 10  |                                  |
| 10      | Real Sociedad       | 30             | 11 | 7 | 12 | 44 | 58 | 29     | -14 |                                  |
| 11      | Celta Vigo          | 30             | 12 | 5 | 13 | 47 | 54 | 29     | -7  |                                  |
| 12      | Real Valladolid     | 30             | 12 | 5 | 13 | 50 | 60 | 29     | -10 |                                  |
| 13      | CA Osasuna          | 30             | 12 | 4 | 14 | 46 | 54 | 28     | -8  | Retrogradată în Segunda División |
| 14      | Real Jaén           | 30             | 11 | 6 | 13 | 55 | 70 | 28     | -15 | Retrogradată în Segunda División |
| 15      | Real Oviedo         | 30             | 8  | 6 | 16 | 31 | 53 | 22     | -22 | Retrogradată în Segunda División |
| 16      | Sporting de Gijón   | 30             | 7  | 2 | 21 | 44 | 81 | 16     | -37 | Retrogradată în Segunda División |